# Episalus zephyrinus
Episalus zephyrinus is een insect uit de familie van de mierenleeuwen (Myrmeleontidae), die tot de orde netvleugeligen (Neuroptera) behoort. 
Episalus zephyrinus is voor het eerst wetenschappelijk beschreven door Gerstäcker in 1885.